# Papier Tiger
Papier Tiger ist eine 1974 in Südostasien und (zu einem sehr kleinen Teil) in Bayern entstandene, britische Filmproduktion von Ken Annakin. Die Hauptrollen spielen der Schotte David Niven, der Japaner Toshirō Mifune und der Deutsche Hardy Krüger.

## Handlung
Der in die Jahre gekommene und humpelnde „Major“ Walter Bradbury ist zwar äußerst wohlerzogen und ein britischer Gentleman vom Scheitel bis zur Sohle, aber auch ein Aufschneider wie er im Buche steht. Gern prahlt er mit seiner „militärischen Karriere“ und seinen „Heldentaten“ in Europa im letzten Weltkrieg. In Südostasien gelandet, lernt er, kaum angekommen, hautnah die Gefahrensituation des politisch unruhigen Landes kennen, als er Zeuge eines terroristischen Anschlags wird. Hier wird er von dem japanischen Botschafter Kagoyama in einem Pazifikstaat engagiert, um dessen Sohn Koichi als Hauslehrer den letzten Schliff eines gebildeten, Englisch parlierenden Weltbürgers zu geben. Während eines Empfangs des Botschafters kommt es erneut zu einem Anschlag, den Bradbury eher durch seine Tollpatschigkeit mit seinem Gehstock, den er stets bei sich führt, vereitelt. Nur knapp verhindert er damit Koichis Ermordung. In Koichi findet Bradbury nunmehr einen dankbaren Zuhörer, wenn der Brite mal wieder von seiner „großen“ Vergangenheit als „Held“, etwa bei einem Ausbruchsversuch in Deutschland während des Zweiten Weltkriegs, schwadroniert. Rasch freunden sich die so unterschiedlichen Charaktere an. Eines Tages muss Bradbury beweisen, was er wirklich drauf hat, denn er und Koichi werden bei einem Ausflug von Terroristen unter der Führung der skrupellosen Talah entführt. Die Terroristen wollen mit dem Jungen als Druckmittel vom Präsidenten des eigenen Landes Zugeständnisse erzwingen.
Derweil hat der deutsche Reporter Günther Müller, der Bradbury während des ersten Empfangs beim japanischen Botschafter kennen gelernt hatte, Nachforschungen über den angeblichen Major angestellt: Das Ergebnis: Es habe nie einen Major Walter Bradbury in der britischen Armee gegeben. Mit diesen Informationen begibt sich Müller sogleich zu dem japanischen Diplomaten. Botschafter Kagoyama holt daraufhin sein Samuraischwert heraus und bereitet sich darauf vor, selbst seinen Sohn befreien zu müssen. Schließlich wächst der blasierte, britische Angeber über sich hinaus und kann zeigen, dass er nicht nur ein Papiertiger, sondern tatsächlich zu Heldentaten imstande ist. Minutiös plant er seine und Koichis Flucht aus den Händen der Revolutionäre. Mit rußgeschwärzten Gesichtern wagen der alte Brite und das neunjährige Kind den Ausbruch mit einem schrottreifen Auto. Bei der Flucht überschlägt sich das Fahrzeug. Zu Fuß geht die Flucht der beiden ungleichen Partner durch den Dschungel weiter. Langsam verlassen Bradbury sämtliche Kräfte, dann verliert er auch noch seinen Krückstock und wird schließlich von den sie verfolgenden Entführern mitten in der Wildnis auch noch angeschossen. Kurz bevor es mit ihm zu Ende gehen kann, kommen zwei Hubschrauber angeflogen; in einem sitzen Soldaten des Landes, die sogleich auf die Terroristen schießen, im anderen Botschafter Kagoyama, der seinen Sohn in den Felsen entdeckt. Koichi und Bradbury werden gerettet. Wieder genesen, gibt der Brite vor dem Botschafter endlich seine Aufschneidereien kleinlaut zu. Doch Kagoyama möchte, dass er sich weiterhin um Koichi, dem er im Moment größter Gefahr ein so guter Beschützer war, kümmert.

## Produktionsnotizen
Papiertiger wurde 1974 überwiegend in Kuala Lumpur und in der Wildnis von Malaysia gedreht. Die wenigen Rückblenden-Szenen entstanden in Bayern. Der Film feierte seine Uraufführung am 1. Mai 1975. In Deutschland lief der Film am 12. September 1975 an. Als VHS-Kassette wurde der Film unter dem Titel Bradbury neu vermarktet.
Peter Scharff schuf die deutschen Filmbauten, Erwin Lange gestaltete die deutschen Spezialeffekte.
Hardy Krüger spielte die eher unwichtige Rolle eines ZDF-Reporters, der rasch Bradburys Flunkereien durchschaut.
Roy Budd, damals Ehemann von Caterina Valente, schrieb das zentrale, von den Ray Conniff Singers intonierte  Lied “My Little Friend”. Dafür erhielt er 1976 eine Golden-Globe-Nominierung. Den Text schrieb Sammy Cahn.

## Kritiken
„Laue Aktion, die mit politischem Terrorismus einhergeht und Disney-artiger Niedlichkeit verpfuschen das gesamte Geschehen.“

„Unbehagliches Abenteuer-Komödiendrama, das, wenn man es mit etwas mehr Geschick gehandhabt hätte, besser geworden wäre als das hier.“

Im Lexikon des internationalen Films heißt es: „Angesichts der Besetzung und des Regisseurs ein enttäuschend unzulängliches und zudem politisch instinktloses Stück Abenteuerunterhaltung vor dem Hintergrund von Gewalt und Terror.“